# Dennis Mahon
Dennis William Mahon (29 de agosto, de 1950) es un terrorista de extrema derecha, parte del movimiento supremacista. Fue arrestado en 2004 después de un ataque con sobres bomba en Scottsdale, Arizona. Mahon Esta actualmente preso en la prisión federal FCI Terre Haute

## Primeros años
El 29 de agosto de 1950, Dennis Mahon nació con su hermano gemelo, Daniel Wallace Mahon, además de crecer con sus hermanos Bill y Barbara Mahon en Davis Junction, Illinois.
Dennis fue a la preparatoria Auburn, y graduado del Stillman Valley High School en 1968. Más tarde reciba un grado en administración de aviación de la universidad de Rock Valley en 1970. Él también sirvió en el ejército durante la guerra de Vietnam.

## Actividades
Los gemelos Mahon estuvieron envueltos con otros supremacistas desde comienzos de los años 70´s cuando se unieron a los Caballeros del Ku Klux Klan. Mahon ha clamado que fue fuertemente inspirado después de leer Los Diarios de Turner mientras trabajaba como un mecánico de una aeronave en Florida. En 1988  fundaron Los Caballeros Blancos de Ku Kux Klan en el área de la ciudad de Kansas City. En 1989 Mahon intento sin éxito postularse como trabajador municipal en la localidad de Northmoor, Misuri, prometiendo "mantener una comunidad blanca". A inicios de los 90´s. Mahon se mudó a Tulsa, Oklahoma, y dejó el Klan para afiliarse con Tom Metzger, y crear el grupo Resistencia Aria Blanca. Mahon Sentía que el Klan se había vuelto muy moderado y la mayoría de los miembros actuales había demasiados informantes y reclutas "de baja calidad".
En 1991 Mahon organizó una protesta en Tulsa en apoyo al presidente Sadam Huseín y para protestar en contra de la guerra del Golfo. Mahon más tarde clamó haber recibido dinero del gobierno iraquí. También en 1991, Mahon viajó a varias ciudades en Alemania para reclutar a más supremacistas. Más tarde lideró a sesenta personas a una quema de cruces en una área al sureste de Berlín. Mahon también clamó reclutar a más alemanes para atacar con cócteles molotov y explosivos improvisados, a edificios ocupados por migrantes, además de "entrenarlos en tácticas de guerrillas"..
En 1993, Mahon viajó a Canadá pero después fue deportado a Estados Unidos, poco después de que llegara, ya que las autoridades canadienses lo catalogaron como una amenaza.

## Posibles nexos con elAtentado de Oklahoma City
Empezando el año de 1992, Mahon había frecuentado la comunidad separatista blanca ciudad Elohim. Según Mahon declaró que residió aproximadamente tres años y mantuvo aparcado su remolque allí, antes de dejar el lugar en agosto de 1995. Durante este tiempo, también empezó a salir con Carol Howe (una ex informante de la ATF, clave en las investigaciones relacionadas al atentado de Oklahoma).
Mientras trabajando como un informante para el ATF, Carol Howe, informó que Mahon, junto con Andreas Strassmeir, habían planeado "apuntar instalaciones federales para atacarlas" como las Oficinas IRS de Tulsa, el Edificio Municipal de Tulsa, y el Edificio Federal de la Ciudad de Oklahoma.
Mahon fue llamado ante un jurado en Tulsa, Oklahoma en julio de 1997 y era para contestar cuestiones en relación con el atentado. Mahon apareció pero no contestó cualquiera de las cuestiones que estuviese relacionado con la explosión. Un testigo había asegurado ver a Mahon sentando junto aTimothy McVeigh en el camión usado en el ataque, alrededor 30 minutos antes de la explosión. Aun así, registros de teléfono y otros testigos más tarde mostraron que Mahon estaba en Illinois en el día del ataque. .
En un 2001 tuvo una entrevista con Jon Ronson, Mahon reconoció conocer McVeigh en una exhibición de armas en Tulsa y alabó sus acciones, pero negó su implicación en el atentado. Aun así acusó a Strassmeir de estar implicado en el bombardeando. En una entrevista del 2007 con un reportero perteneciente a National Geographic, Mahon siguió apoyando aMcVeigh por sus acciones.

## Atentado a la oficina de diversidad en Scottsdale de 2004

### El Ataque
El 26 de febrero, del 2004, las oficinas de la oficina de diversidad e inclusión recibió un paquete en una cartulina dirigido a Don Logan, el director de la oficina. El paquete contaba con una bomba de tubo, que explotó en las manos de Logan, hiriéndole severamente a él y su ayudante. Otro trabajador de oficina recibió solamente daño auditivo. Los hermanos Mahon fueron los primeros sospechosos cuando habían estado en un festival de rock con varias bandas supremacistas, con algunas semanas de anterioridad además de que Mahon había llamado la oficina y dejó un correo de voz amenazante unos meses atrás con anterioridad al ataque.

### Investigación
Mientras investigaba a Dennis y Daniel Mahon por su participación en el atentado postal, la Oficina de Alcohol, Tabaco, Armas de Fuego y Explosivos reclutó a la ex estríper Rebecca "Becca" Williams como informante de investigación. Williams se mudó al mismo parque de casas rodantes que los gemelos Mahon y entabló amistad con ellos. Trabajó con el tiempo para ganarse su confianza. Williams fue apodada "La Mata Hari de las casas rodantes".
Mahon fue grabado presumiendo ante Williams de que había cometido el atentado con bomba en la oficina para la diversidad de Scottsdale (pero durante los 5 minutos que faltan de la conversación grabada presentada en el tribunal) y varios otros atentados con bombas en una clínica de abortos, un centro comunitario judío y oficinas del Servicio de Impuestos Internos, y autoridades de inmigración, sin embargo, ninguno de estos eventos de los que se jactaba Mahón pudo ser corroborado cuando fue investigado por la ATF como nunca sucedierón. Ninguno de estos "delitos" ocurrió nunca. Dennis Mahon estaba mintiendo para impresionar a una mujer más joven que se estaba coqueteando con él. Después de una investigación federal encubierta de cinco años, los hermanos Mahon fueron arrestados en su casa de Illinois en 2009 por la conexión con el bombardeo por correo de la Oficina de Diversidad y Diálogo de 2004. Después de que los Mahon fueron arrestados, las casas de Metzger y un afiliado de Powell, Misuri llamado Robert Joos fueron allanadas.